# Qatar Foundation
La Fundació de Qatar per a l'educació, la ciència i el desenvolupament comunitari (en anglès: Qatar Foundation for Education, Science and Community Development sovint coneguda simplement per Qatar Foundation o Fundació de Qatar) és una organització sense ànim de lucre privada que opera a Qatar. Va ser fundada l'any 1995 per un decret del rei del país, el xeic Hamad bin Khalifa Al Thani. Treballa per millorar l'educació, la recerca científica i el desenvolupament comunitari a Qatar. Entre els seus projectes s'hi troba la Ciutat de l'Educació, que comprèn diverses universitats, i el Parc de Ciència i Tecnologia de Qatar, amb més de vint-i-una companyies de recerca científica i desenvolupament.

## Patrocini al FC Barcelona
El 10 de desembre del 2010 el FC Barcelona va anunciar que havia arribat a un acord segons el qual Qatar Foundation pagaria 150 milions d'euros al club a canvi de fer aparèixer la seva publicitat a la samarreta de l'equip de futbol durant cinc anys, el que representa un benefici pel club blaugrana de 30 milions per temporada. Això va representar el patrocini més car d'una samarreta d'un equip de futbol.
La primera opció de la Fundació Qatar fou el mercat anglès, però en veure que els Emirats Àrabs Units ja finançavent d'altres equips van centrar-se en el futbol ibèric. Primer van consultar amb el Reial Madrid, amb qui no van arribar a cap acord, per després parlar amb el Futbol Club Barcelona.